# Вилла-Бавьера

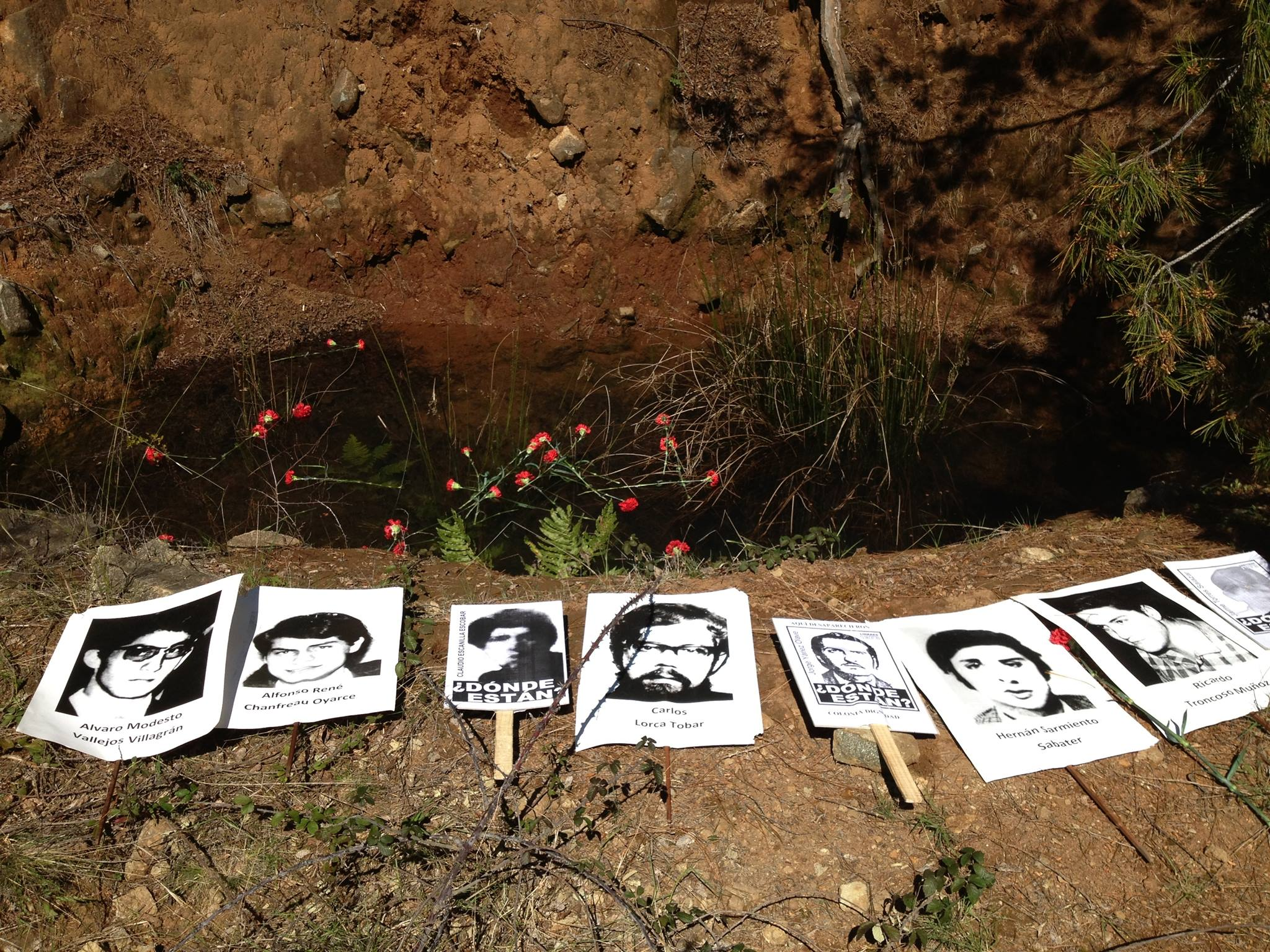
Яма на территории колонии, в которой расследование обнаружило тела исчезнувших в период диктатуры Пиночета чилийцев

Вилла-Бавьера, также Баварская Вилла (исп. Villa Baviera), ранее Колония Дигнидад (исп. Colonia Dignidad) — немецкое поселение в Чили, основанное в 1961 году Паулем Шефером, носившее официальное название «Благотворительное и образовательное общество „Дигнидад“» (исп. Sociedad Benefactora y Educacional Dignidad).

## История
Первоначально поселение, основанное в 1961 году, представляло собой закрытую полувоенную зону площадью 17 тысяч гектаров, обнесённую колючей проволокой. По периметру территории колонии находились вышки со смотровыми площадками и автоматчиками. На территорию колонии не распространялась юрисдикция чилийского правительства. Официальный язык колонии — немецкий. На территории отсутствовали деньги, а обитатели колонии не имели документов.
Шефер, по свидетельству очевидцев, был главой и диктатором этой территории. По рассказам очевидцев, которым удалось бежать из «Виллы Бавьера», он неоднократно насиловал детей, заставлял их исполнять свои прихоти. Чилийский суд считает, что Шефер совратил, по меньшей мере, 26 несовершеннолетних. По мнению правозащитников, следы многих оппозиционеров чилийского режима теряются на территории «Дигнидад». Существуют доказательства того, что руководство общины тесно сотрудничало с тайной полицией ДИНА, занимавшейся похищением людей. В марте 2005 года Шефер был арестован в Буэнос-Айресе.
В январе 1991 года президент Чили Патрисио Эйлвин подписал декрет, лишавший немецкий «анклав» юридических прав и льгот. Мотивация действий чилийских властей — вопиющее отклонение от заявленных при создании целей и неоднократное нарушение законодательства Чили.
В 2005 году на территории колонии был обнаружен склад оружия — крупнейший частный склад оружия на территории Чили.
В настоящее время «Вилла Бавьера» является открытым местом для проживания около 500 человек, в основном, немцев по национальности, работающих на полях и в фирме «Dignidad company», производящей сельскохозяйственную продукцию.

### Преступления членов колонии

#### Насилие над детьми
Пауль Шефер (нем. Paul Schäfer), бывший парамедик Вермахта и глава колонии Дигнидад, в 1961 году покинул Германию после обвинения в растлении двоих несовершеннолетних мальчиков. В мае 1997 года он покинул Чили, будучи преследуемым за растление 26 детей в колонии. Также от Шефера требовались ответы на вопросы относительно исчезновения в районе колонии в 1985 году Бориса Вейсфейлера, американского математика-туриста родом из СССР, намеревавшегося исследовать окрестности колонии со счётчиком Гейгера. В марте 2005 года Шефер был арестован в Аргентине и экстрадирован в Чили. 22 других сотрудника колонии, включая его заместителя Хартмута Хоппа, были признаны виновными в соучастии в насилии над детьми и укрывательстве. Шефер был признан виновным и приговорён к тридцатитрёхлетнему заключению в тюрьме города Сантьяго, во время отбывания которого и умер от сердечного приступа 24 апреля 2010 года.

#### Пытки

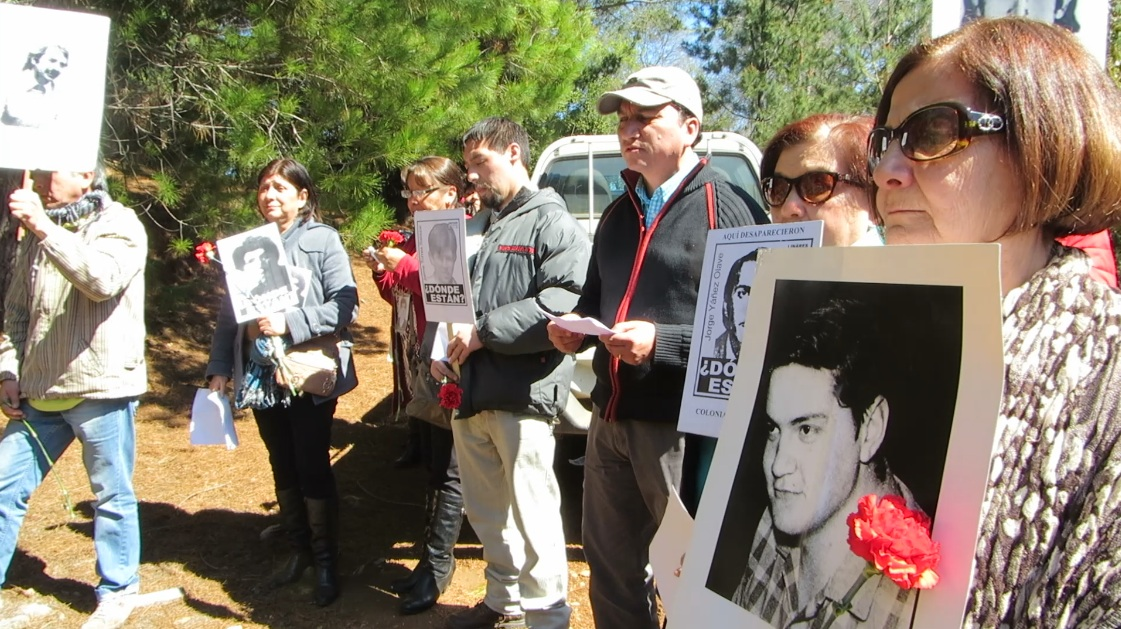
Семьи исчезнувших на территории колонии чилийцев

Во время правления диктаторского режима Аугусто Пиночета колония Дигнидад служила хунте специальным центром пыток. В 1991 году национальная комиссия пришла в своём отчёте к заключению, что 
определённое количество людей, задержанных полицией DINA, были действительно доставлены на территорию колонии Дигнидад, содержались здесь в качестве заключённых в течение продолжительного времени, некоторые из них были подвергнуты пыткам, и... согласно показаниям агентов DINA, некоторые из местных колонистов были вовлечены в эти действия
Отчёт организации Amnesty International за март 1977 года, озаглавленный «Исчезнувшие заключённые в Чили», ссылается на отчёт ООН, в котором, в частности, приводятся следующие показания очевидцев:

Очередной центр содержания, описанный в документе [ООН], в котором утверждается, что проводятся эксперименты с пытками — это колония Дигнидад, недалеко от города Парраль…
Оригинальный текст (англ.) Another… detention center described in the [U.N.] document, in which it is alleged that experiments in torture are carried out, is Colonia Dignidad, near the town of Parral…
— DISAPPEARED PRISONERS IN CHILE

## В массовой культуре
- В 2015 году режиссёром Флорианом Галленбергером снят художественный фильм «Колония»[10] (в российском прокате фильм называется «Колония Дигнидад»). Фильм вышел на экраны в Европе в сентябре 2015 года, в России в марте 2016 года, в США в апреле 2016 года.
- В 2018 году чилийские режиссёры Хоакин Косинья и Кристобаль Леон выпустили анимационный фильм «Дом волка»[англ.] о побеге из Колонии.
- В 2021 году чилийский режиссёр Матиас Рохас Валенсиа снял художественный фильм «Место под названием „Дигнидад“» («Un Lugar Llamado Dignidad»).